# 苏瓦松
苏瓦松（法語：Soissons，法語發音：[swasɔ̃] ⓘ），法国北部城市，上法兰西大区埃纳省的一个市镇，同时也是该省的一个副省会，下辖苏瓦松区，其市镇面积为12.32平方公里，2022年1月1日时人口数量为28,667人，是该省人口第二多的市镇，在法国城市中排名第301位。
苏瓦松位于埃纳省西南部，历史悠久，是法兰克王国的发祥地之一，亦是位于法国境内最初的首都，克洛泰尔一世和卡洛曼一世均曾在此称帝。苏瓦松在第一次世界大战期间被严重破坏，后逐步完成重建。现代苏瓦松则是一个区域性的工商业中心城市和科教中心。

## 地名来源
“苏瓦松”一名来源于高卢时期的叙埃西永部落，其拉丁语名称后逐渐衍变成为。

## 历史

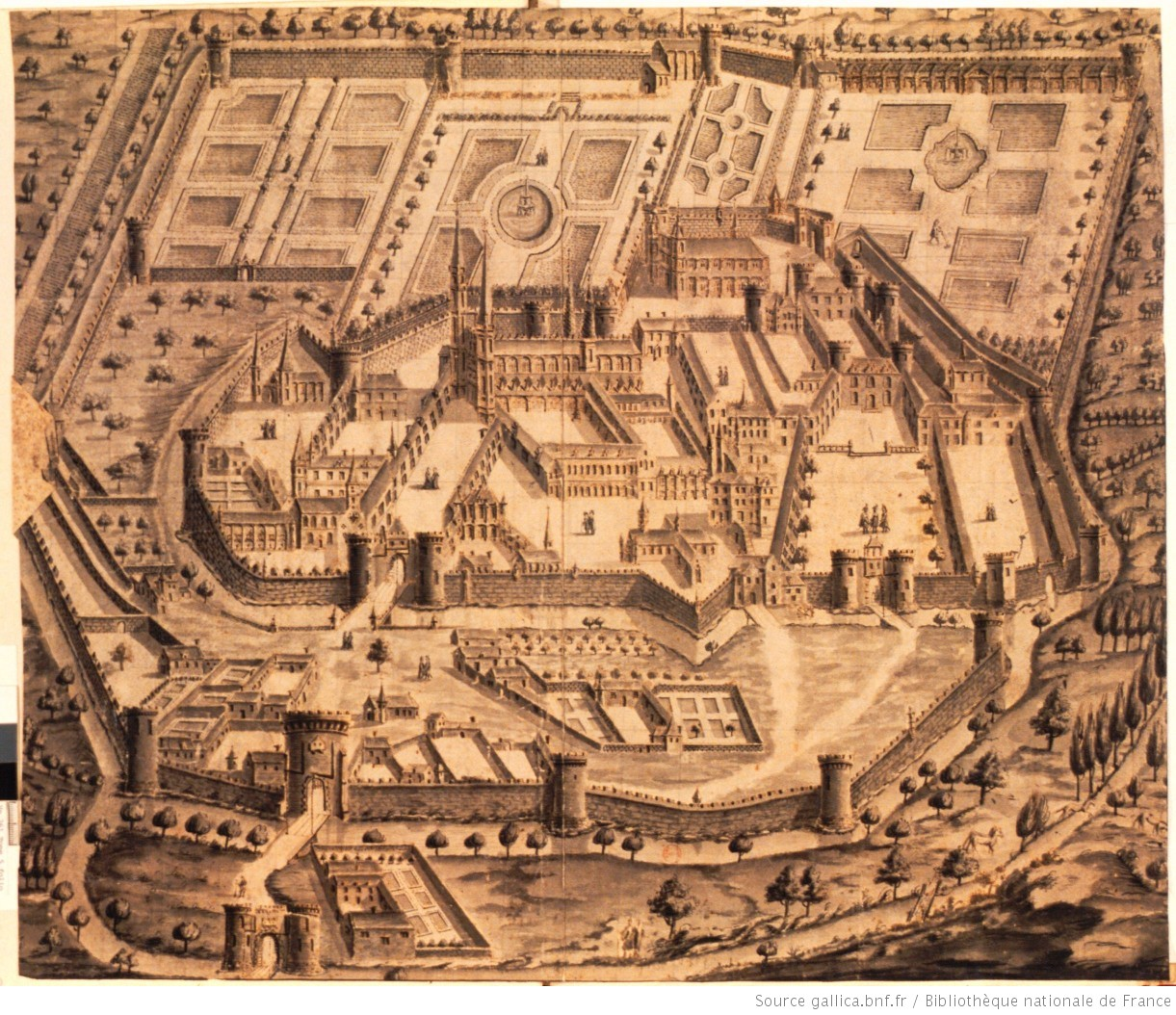
16世纪的苏瓦松

苏瓦松历史悠久，早在高卢时期就已出现人类活动，彼时为叙埃西永部落的活动中心。罗马人入侵后，该市更名为“奥古斯塔叙埃西努姆”，意为“奥古斯都管理下的叙埃西永人之城”。依靠埃纳河水运，苏瓦松在公元3世纪时发展成为高卢北部最大的城市之一，与鲁昂、亚眠和兰斯齐名。西罗马帝国覆灭后，残存政权苏瓦松王国曾建都于此。公元511年，法兰克国王克洛维一世逝世后，其幼子克洛泰尔一世在苏瓦松称帝，建立了紐斯特利亞。768年，法兰克王国卡洛林王朝的丕平次子卡洛曼一世在苏瓦松登基为王，其逝世后，苏瓦松被查理曼兼并。《凡尔登条约》签订后，苏瓦松成为西法兰克王国的土地，公元923年，罗贝尔一世与查理三世在此发生争斗，使得西法兰克王国一度出现两个国王并存的局面。中世纪中后期，当地出现了多个修道院。宗教战争时期，新教徒曾于1567年占领了苏瓦松，并对当地包括修道院在内的多处天主教建筑物进行了破坏。1595年，苏瓦松建立了综合行政区。法国大革命后，苏瓦松成为埃纳省的一个副省会。1870年9月，普鲁士军队对苏瓦松展开了围城战。一战时期，苏瓦松曾遭到普鲁士军队的猛烈轰炸，法国作家阿纳托尔·法朗士曾在其作品《通向光明的道路》中对德军在苏瓦松的侵略进行了批判。

## 地理

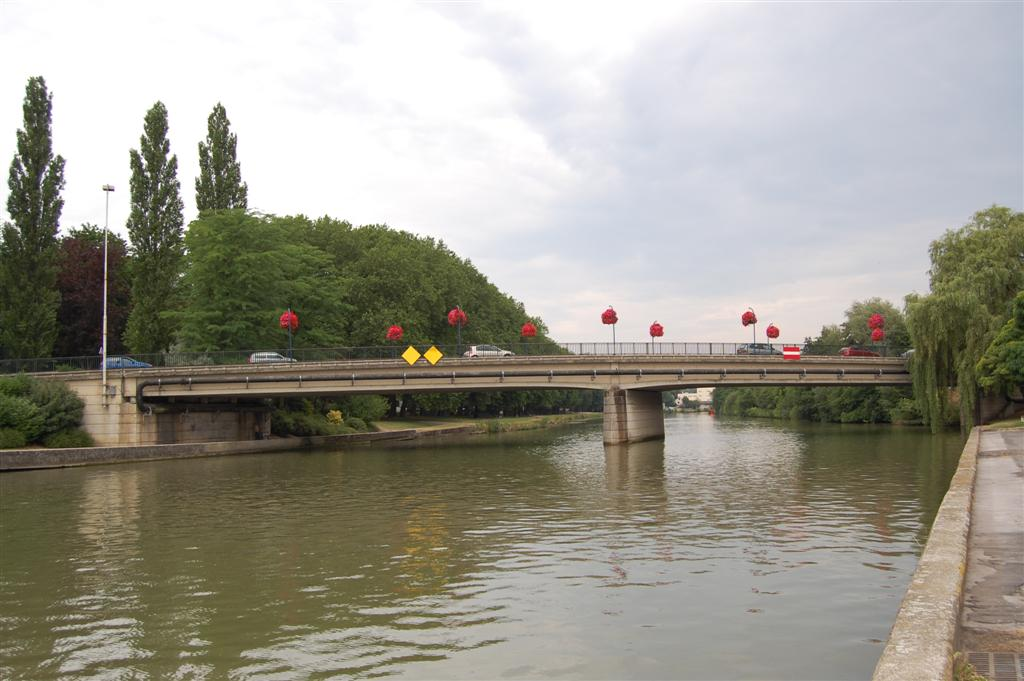
流经苏瓦松的埃纳河

苏瓦松位于法国北部，上法兰西大区东南部和埃纳省西南部，距离省会拉昂大约36公里。与苏瓦松接壤的市镇包括：贝勒、埃纳河畔比利、比西勒隆、库尔梅勒、克鲁伊、屈菲、梅尔桑和沃、帕利、波米耶、沃比安、圣日耳曼新城。

### 地形
苏瓦松位于埃纳河冲积平原上，境内地势平坦，部分地区为浅丘地貌，全境海拔在38到130米之间。

### 水文
埃纳河自东向西流经境内，该河是塞纳河的二级支流，后者为法国五大河流之一。

### 植被
苏瓦松属于温带落叶林区，市区北部的圣克雷潘公园（Parc de Saint-Crépin）是当地重要的城市绿地，常年免费向公众开放。

### 气候
苏瓦松在柯本气候分类法中属于温带海洋性气候。
苏瓦松境内设有气象站，以下为该气象站的数据（其中日照数据取自兰斯）：
| 苏瓦松1981年－2019年 | 苏瓦松1981年－2019年 | 苏瓦松1981年－2019年 | 苏瓦松1981年－2019年 | 苏瓦松1981年－2019年 | 苏瓦松1981年－2019年 | 苏瓦松1981年－2019年 | 苏瓦松1981年－2019年 | 苏瓦松1981年－2019年 | 苏瓦松1981年－2019年 | 苏瓦松1981年－2019年 | 苏瓦松1981年－2019年 | 苏瓦松1981年－2019年 | 苏瓦松1981年－2019年 |
| 月份                 | 1月                  | 2月                  | 3月                  | 4月                  | 5月                  | 6月                  | 7月                  | 8月                  | 9月                  | 10月                 | 11月                 | 12月                 | 全年                 |
| -------------------- | -------------------- | -------------------- | -------------------- | -------------------- | -------------------- | -------------------- | -------------------- | -------------------- | -------------------- | -------------------- | -------------------- | -------------------- | -------------------- |
| 历史最高温 °C（°F）  | 17 (63)              | 20 (68)              | 24.1 (75.4)          | 28.5 (83.3)          | 32.2 (90.0)          | 35.5 (95.9)          | 37.3 (99.1)          | 38.3 (100.9)         | 32.6 (90.7)          | 27.9 (82.2)          | 20.6 (69.1)          | 17.8 (64.0)          | 38.3 (100.9)         |
| 平均高温 °C（°F）    | 6.7 (44.1)           | 7.9 (46.2)           | 12.1 (53.8)          | 15.2 (59.4)          | 19.9 (67.8)          | 22.2 (72.0)          | 25.5 (77.9)          | 25.4 (77.7)          | 20.9 (69.6)          | 16.2 (61.2)          | 10.2 (50.4)          | 7.3 (45.1)           | 15.8 (60.4)          |
| 日均气温 °C（°F）    | 3.6 (38.5)           | 4.1 (39.4)           | 7.6 (45.7)           | 9.9 (49.8)           | 14.2 (57.6)          | 16.7 (62.1)          | 19.4 (66.9)          | 19.2 (66.6)          | 15.6 (60.1)          | 11.8 (53.2)          | 6.9 (44.4)           | 4.6 (40.3)           | 11.1 (52.0)          |
| 平均低温 °C（°F）    | 0.6 (33.1)           | 0.3 (32.5)           | 3.1 (37.6)           | 4.7 (40.5)           | 8.6 (47.5)           | 11.2 (52.2)          | 13.3 (55.9)          | 13 (55)              | 10.2 (50.4)          | 7.3 (45.1)           | 3.5 (38.3)           | 1.8 (35.2)           | 6.5 (43.7)           |
| 历史最低温 °C（°F）  | −21.7 (−7.1)         | −17.7 (0.1)          | −9.5 (14.9)          | −4.2 (24.4)          | −1.5 (29.3)          | 2 (36)               | 4 (39)               | 4.1 (39.4)           | −0.1 (31.8)          | −4 (25)              | −9.5 (14.9)          | −16.7 (1.9)          | −21.7 (−7.1)         |
| 平均降水量 mm（）    | 62.9 (2.48)          | 51.6 (2.03)          | 59.2 (2.33)          | 53.8 (2.12)          | 65.1 (2.56)          | 58.8 (2.31)          | 68.2 (2.69)          | 63 (2.5)             | 55.8 (2.20)          | 64.7 (2.55)          | 57.5 (2.26)          | 70.3 (2.77)          | 730.9 (28.78)        |
| 月均日照時數         | 59.7                 | 83.6                 | 124.6                | 173                  | 202.8                | 212.1                | 229.5                | 215.7                | 160.6                | 114.9                | 70.8                 | 47.9                 | 1,695.2              |
| 来源：infoclimat.fr  |                      |                      |                      |                      |                      |                      |                      |                      |                      |                      |                      |                      |                      |

## 行政区划
苏瓦松是法国上法兰西大区埃纳省的一个市镇，编号为02722，它也是埃纳省的一个副省会。苏瓦松下辖苏瓦松区，管理苏瓦松第一县和苏瓦松第二县，同时也是大苏瓦松城市圈公共社区的办公驻地。
法国国家统计与经济研究所（简称）在进行数据统计时，将苏瓦松及相邻的另外7个市镇设为苏瓦松城市核心区，并将包括核心区在内的周边共63个市镇划为苏瓦松城市区。同时，还将苏瓦松市镇分为了13个“块区”（IRIS），以便于统计人口分布情况。

## 交通

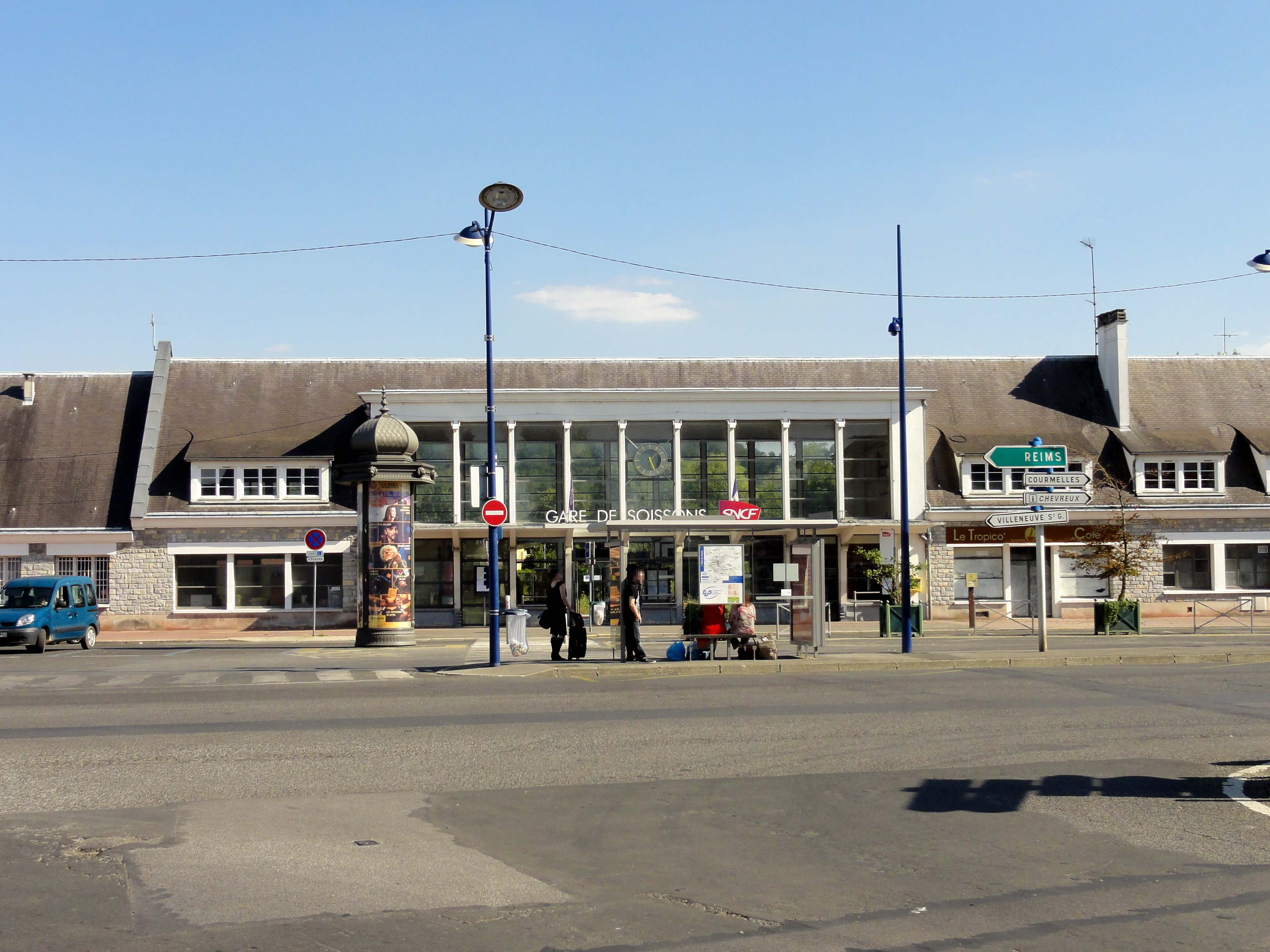
苏瓦松火车站

### 公路
法国国道N2线和N31线以及多条埃纳省省道在苏瓦松境内交汇，当地客运公司提供前往兰斯方向的客运线路，另有校车线路可前往周边部分市镇。
2016年，66.2%的苏瓦松家庭拥有至少一辆的私人汽车。2016年，苏瓦松境内共发生各类交通事故9起，造成2人遇难，8人受伤。

### 铁路
苏瓦松位于巴黎－伊尔松铁路上，历史上还有向东经兰斯前往阿登方向的铁路，后已废弃。苏瓦松站位于市区中南部，停靠往返于巴黎和拉昂一线的区域列车。

### 航空
距离苏瓦松最近的民用航空站为巴黎戴高乐机场，距离苏瓦松市中心的公路里程约78公里。

### 城市公共交通
苏瓦松城市公共交通（商业名称为）是当地的城市公交系统，由大苏瓦松城市圈公共社区负责管理和运营，截至2020年6月，该系统共包括各类公交线路12条，其路网覆盖了公共社区内的所有市镇。

## 政治

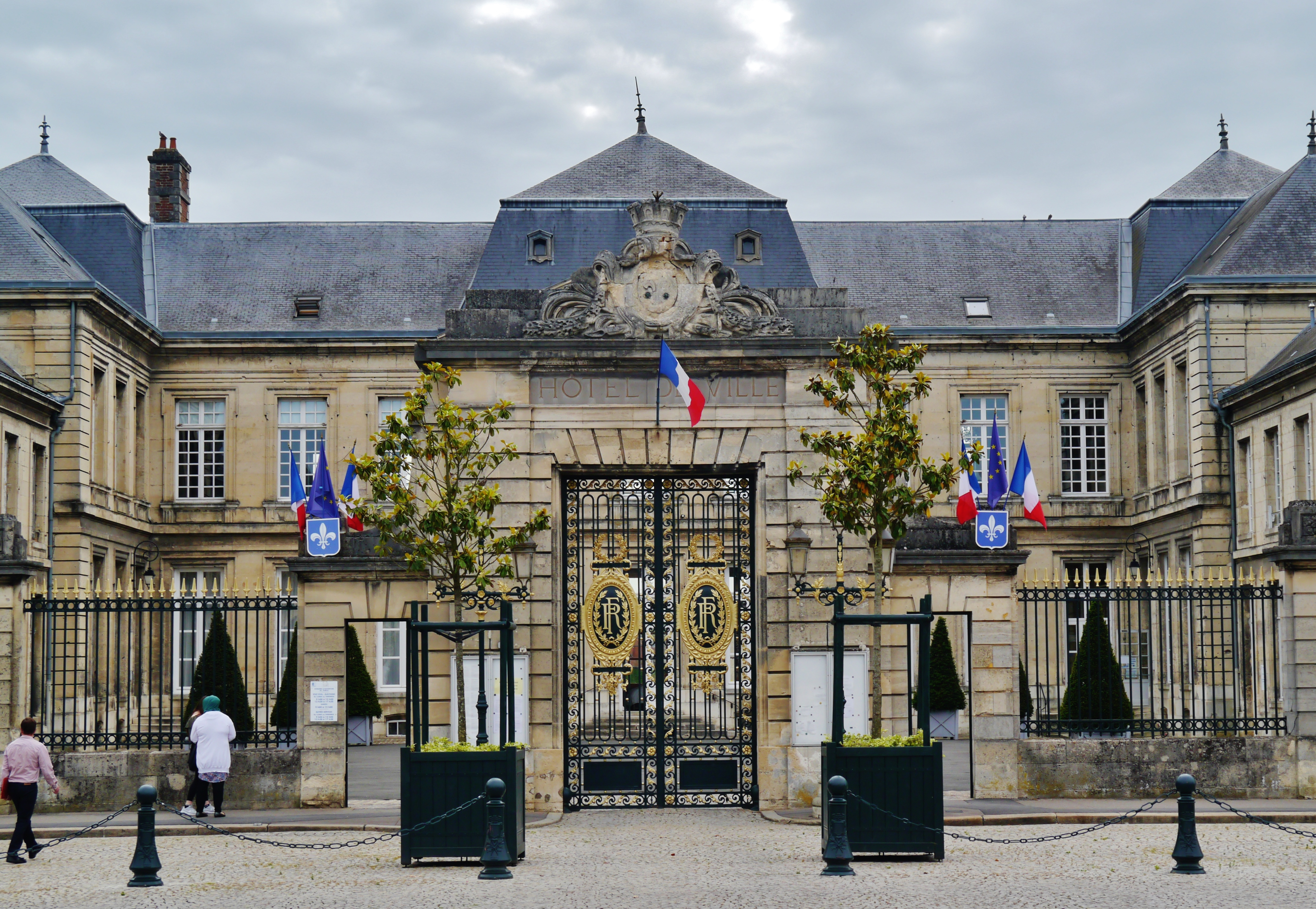
苏瓦松市政厅

苏瓦松的现任市长为阿兰·克雷蒙先生（Alain Crémont），他是一名右翼无党派人士，在2020年的市政选举中获得了的59.44%支持率。
在2017年的法国总统大选中，法国第25任总统埃马纽埃尔·马克龙在苏瓦松获得了58.36%的支持率。
| 苏瓦松历届市长 |                   |                                  |
| 任期           | 市长              | 党派                             |
| 1944年－1945年 | 雷蒙德·菲奥莱     | PCF法国共产党                    |
| 1945年－1965年 | 路易·鲁瓦         | RPF法国人民联盟 →UNR新共和国联盟 |
| 1965年－1977年 | 让·盖朗           | RAD激进党                        |
| 1977年－1995年 | 贝尔纳·勒弗朗     | PS社会党                         |
| 1995年－2000年 | 埃马纽埃尔·布基永 | UDF法国民主联盟                  |
| 2000年－2001年 | 克洛德·帕里索     | RPR保衛共和聯盟                  |
| 2001年－2008年 | 埃迪特·埃拉斯蒂   | RPR保衛共和聯盟 →UMP人民运动联盟 |
| 2008年－2014年 | 帕特里克·代       | PS社会党                         |
| 2014年－       | 阿兰·克雷蒙       | DVD右翼无党派人士                |

## 人口
2017年，苏瓦松市镇人口数量为28,530，在法国排名第301位。其中男性13,310人，女性15,156人，75岁及以上人口占9.5%，外籍人口数量为3,037人，人口密度为2,316人/平方公里，当地居民被称为（男性）或（女性）。2018年，苏瓦松境内出生360人，死亡人口294人。
| 年份   | 1936   | 1946   | 1954   | 1962   | 1968   | 1975   | 1982   | 1990   | 1999   | 2006   | 2011   | 2016   | 2017   |
| ------ | ------ | ------ | ------ | ------ | ------ | ------ | ------ | ------ | ------ | ------ | ------ | ------ | ------ |
| 人口數 | 20,090 | 18,174 | 20,484 | 23,150 | 25,890 | 30,009 | 30,213 | 29,829 | 29,453 | 28,442 | 28,551 | 28,466 | 28,530 |

## 经济
苏瓦松是一个区域性的中心城市，当地共有各类用人单位3,415家，平均历史为17年，行政、医疗及社会服务是当地的主要就业岗位类型。

## 财政收入
2018年，苏瓦松的财政收入总额为42,216,000欧元，财政支出总额为34,511,300欧元，当年的债务总额为8,546,080欧元。
2014年，苏瓦松的人均收入总额为2,492欧元，其中高职人员为4,265欧元，普通职员为1,784欧元。
2016年，苏瓦松境内的青壮年（15至64岁）失业率为26.3%，当地32.7%的家庭拥有纳税资格。

## 社会事务

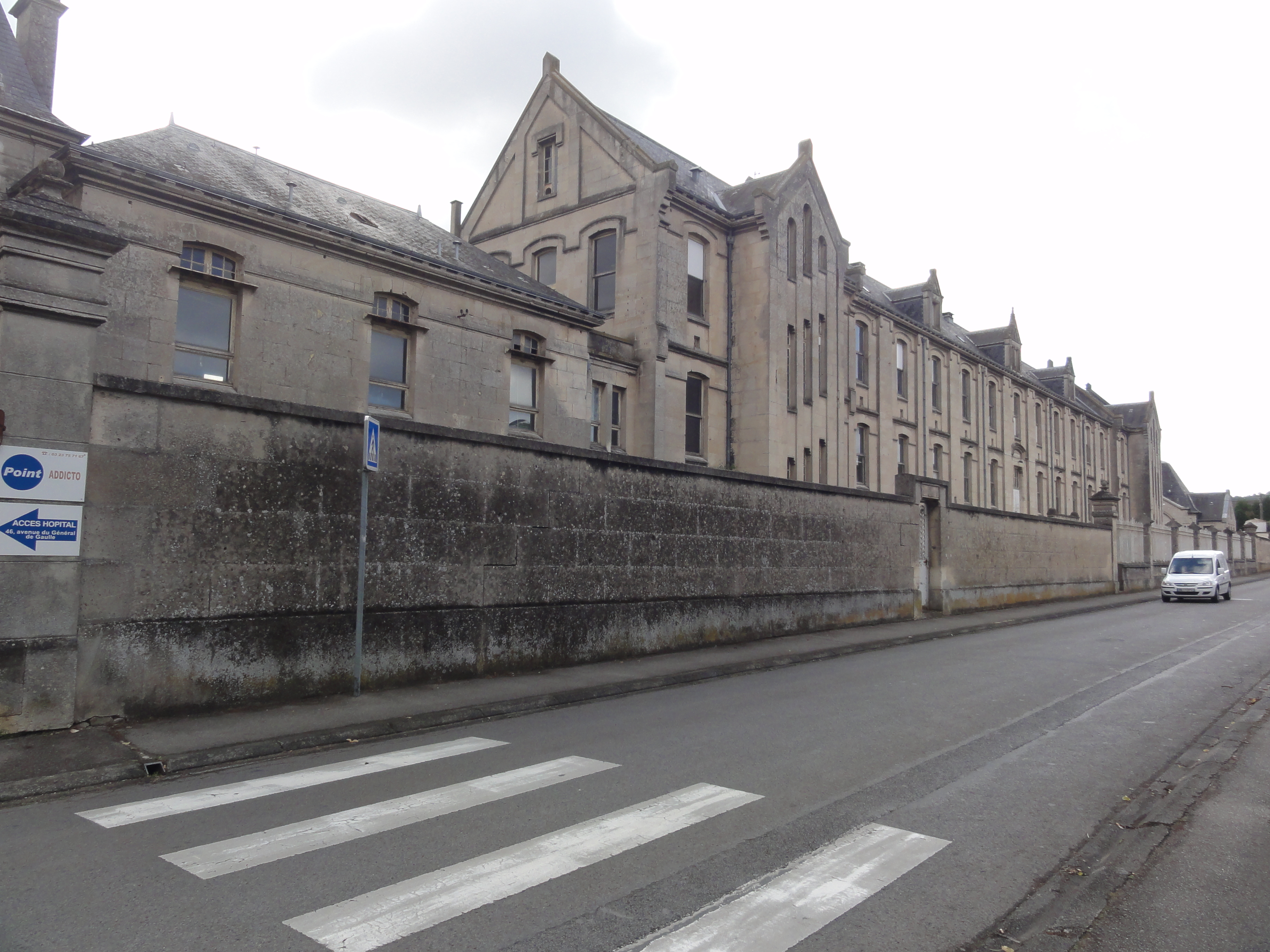
苏瓦松中心医院外景

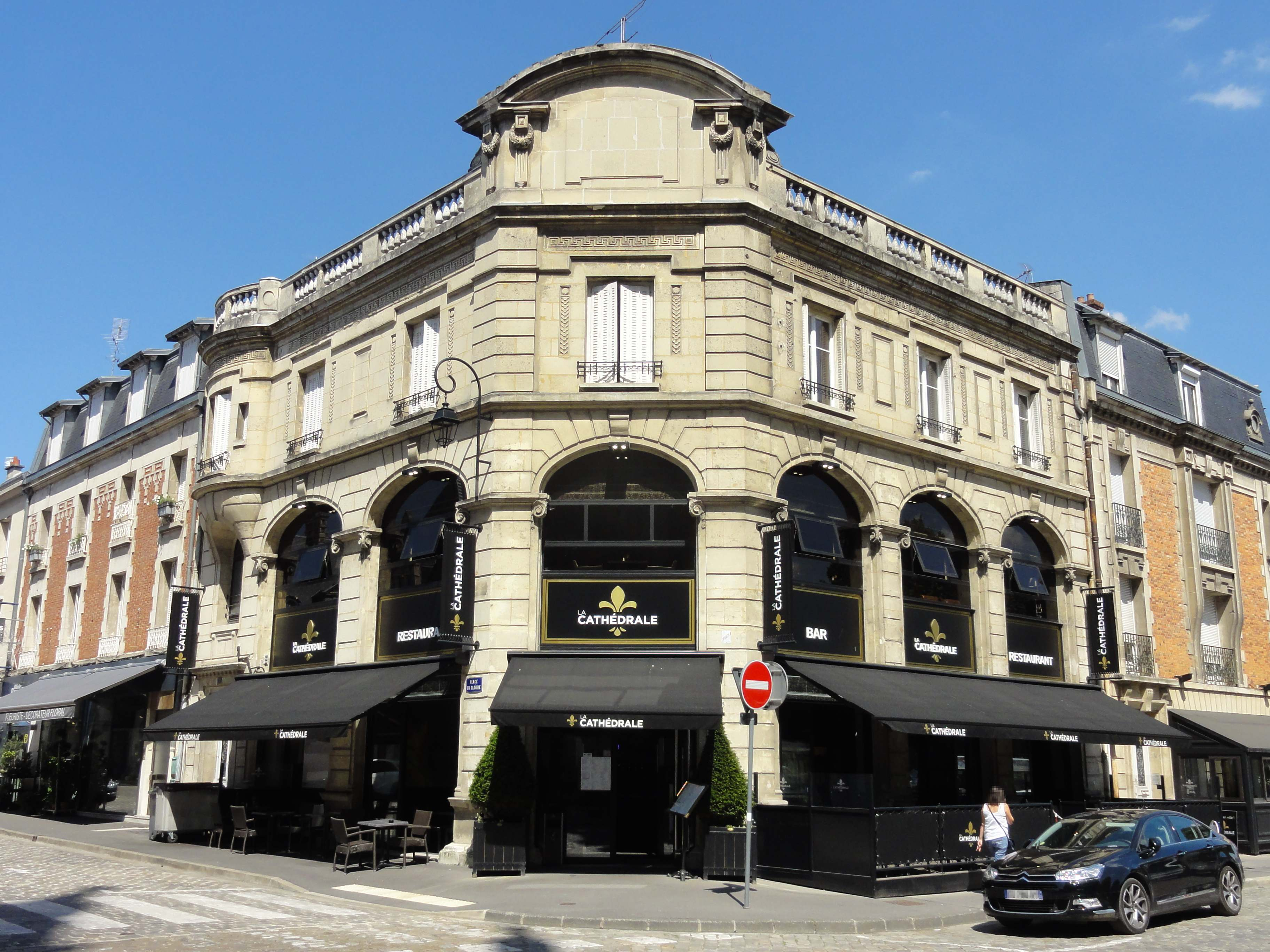
苏瓦松市中心的一处建筑

### 教育
苏瓦松属于亚眠学区。截止2018年1月1日，苏瓦松境内共有2所幼儿园、11所小学、4所初级中学、5所普通高中和3所职业高中。2018至2019学年度，苏瓦松境内共有在校中小学生5,068名。
在高等教育方面，皮卡第大学下属的埃纳省应用技术学院（IUT de l'Aisne）在苏瓦松设有一个校区。

### 医疗
截止2018年1月1日，苏瓦松境内共有全科医生40名、保健师28名、牙医26名、护士55名、耳科医生6名、眼科医生5名、皮肤科医生2名、助产士5名、儿科医生2名和妇科医生3名。境内共有药房16家，养老院5家，残疾人帮扶中心3家。
苏瓦松中心医院（Centre hospitalier de Soissons），位于苏瓦松市区，设有床位680个，是当地规模最大的公立综合性医院。

### 住房
2016年，苏瓦松境内共有各类住房14,732套，其中91.1%为常住房屋。集中式居民区主要分布在市区西部和北部。

### 商业
2017年，苏瓦松境内共有各类商铺1,615家，其中餐饮服务类698家。市区东部和西南部建有大型开放式商业街区。

### 体育
2018年，苏瓦松境内共有1家游泳池、8间健身房、1座综合体育场、9处网球场、7处足球或橄榄球场、1处篮球或排球场以及1处高尔夫球场。
苏瓦松足球俱乐部（Soissons FC）是当地的一支足球队，2020至2021赛季参加区域性的足球联赛。

### 环境
苏瓦松的环境事务由其所属的公共社区负责。2017年，苏瓦松境内共有4家污染企业。

### 治安
2014年，苏瓦松及附近地区共发生各类案件2,143起，其中盗窃类案件1,159起，经济类案件238起，毒品交易类案件152起。

## 文化

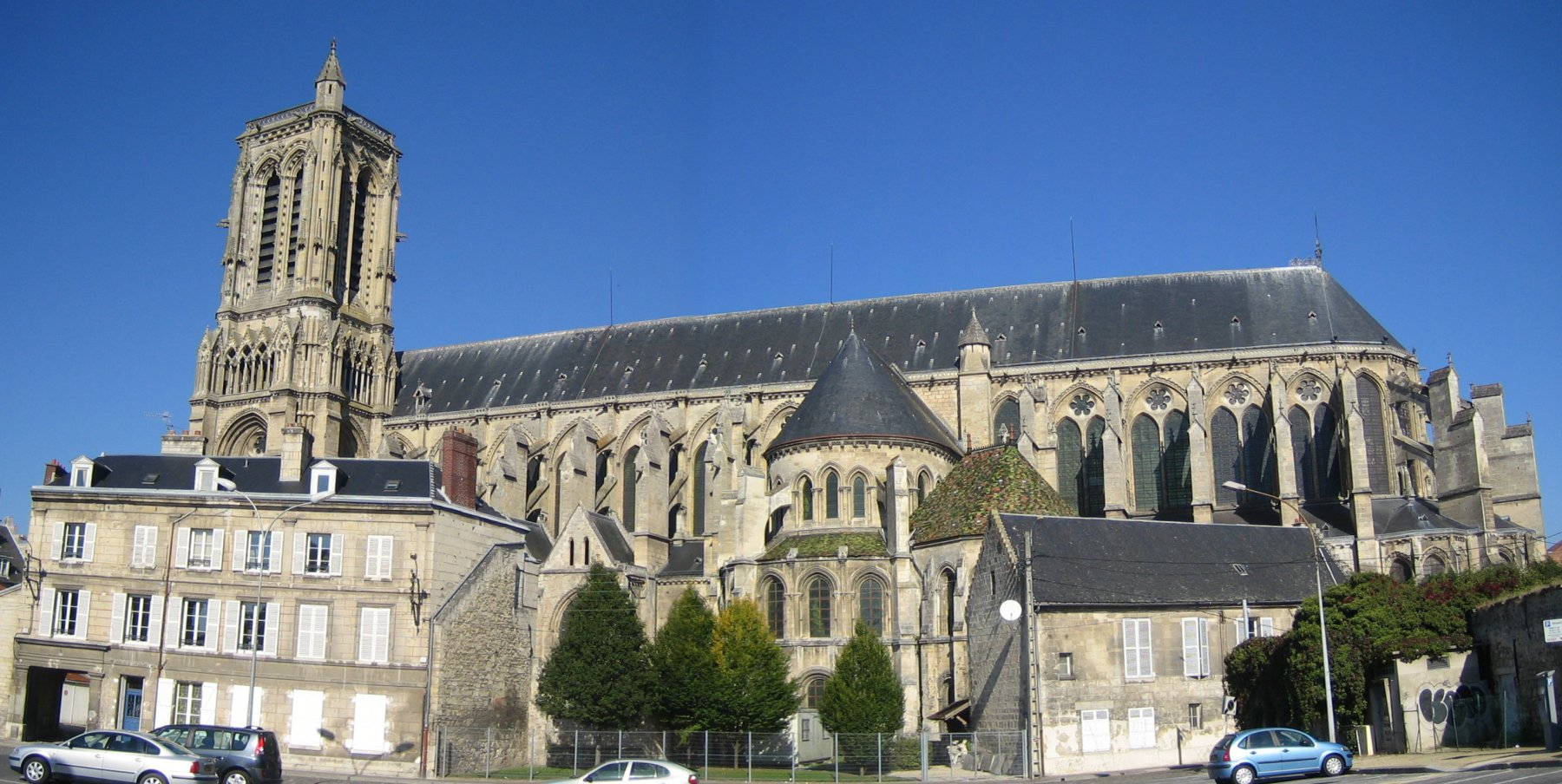
苏瓦松主教座堂

2018年，苏瓦松境内共有2个剧场、1个电影院、1个博物馆和1个音乐厅。苏瓦松市政府提供多媒体中心，向公众全年开放。

### 建筑
苏瓦松境内有多处法国国家文物保护单位，其中苏瓦松主教座堂、苏瓦松圣莱热修道院、圣让代维涅修道院遗址等为当地的代表性建筑物。

### 旅游
2020年，苏瓦松境内共有6个宾馆共计264间房间，另有1个露营地，可容纳共117辆露营车。

### 媒体
法国主要的媒体均可在苏瓦松接收，法国电视三台下属的上法兰西大区频道在部分时段播出苏瓦松所属区域的地方新闻。

## 友好城市
截至2020年6月，苏瓦松共与7座城市互为友好城市关系：
- 德国 艾森貝格
- 德国 绍姆堡县
- 羅馬尼亞 肯普隆格
- 西班牙 塞古拉河畔瓜达马尔
- 以色列 阿拉德
- 毛里塔尼亚 提吉克賈
- 加拿大 路易斯维尔（法语：Louiseville）